# Geertruidenberg
Geertruidenberg ( udtale ?; Dialekt: Dun Bèrrig) er en kommune og en by i den sydlige provins Noord-Brabant i Nederlandene.
Siden 1997 tilhører følgende kernerne til Geertruidenberg Kommune:
- Geertruidenberg
- Raamsdonksveer
- Raamsdonk

## Galleri
- Kirke på Markt i Geertruidenberg
- Markt i Geertruidenberg
- Rådhuset
- Kort over Geertruidenberg, Tirion 1747, 1749